# Speicherstadt (Amburgo)

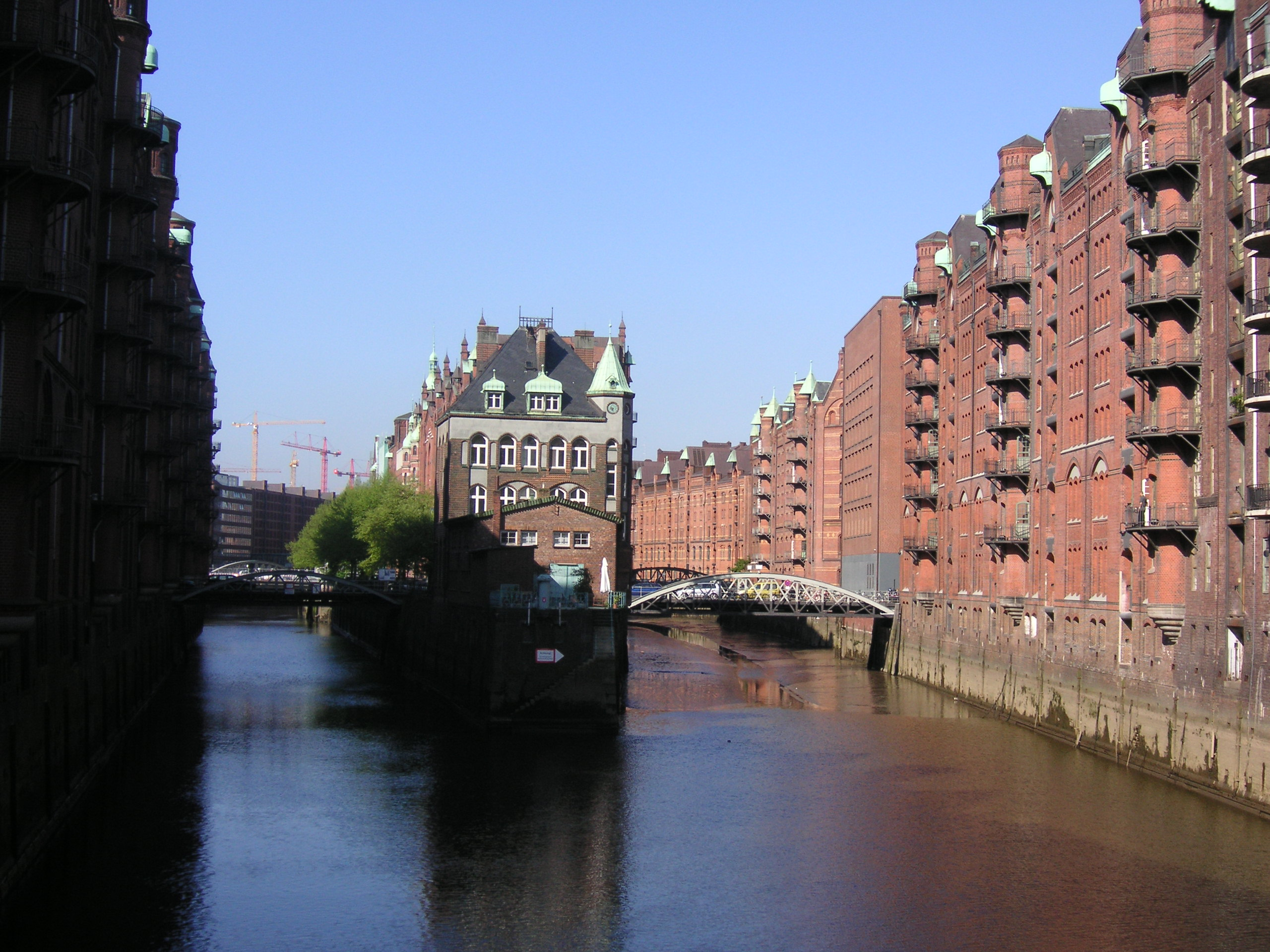
Amburgo: la Speicherstadt

La Speicherstadt (ted.: Speicher “magazzino” + Stadt “città”) è un complesso di 17 magazzini occupati da diversi musei (museo delle miniature, museo della marina, museo della dogana). Ospita anche diversi uffici, case discografiche e agenzie di spettacoli. È situata lungo i canali del centro, in prossimità del porto di Amburgo.

## Storia
Costruito tra il 1884 e il 1927 su un'area di ca. 330.000 m2 complessivi e su progetto dell'ingegnere amburghese Franz Andreas Meyer, è il più grande complesso di magazzini mai realizzato al mondo. Dal 1991 è monumento protetto dai beni culturali e il 5 luglio 2015 è stato nominato come patrimonio dell'umanità dell UNESCO insieme alla Kontorhausviertel e la Chilehaus, storiche e uniche costruzioni nel loro genere..
La costruzione della Speicherstadt si rese necessaria dopo il contratto doganale stipulato dalla città-stato di Amburgo con l'Impero tedesco nel 1881. Per permettere la costruzione, dovettero essere abbattuti numerosi edifici e ca. 23.000 residenti, per lo più lavoratori portuali, vennero sfollati. La storia della Speicherstadt è illustrata nello Speicherstadtmuseum, che in italiano si potrebbe tradurre come: Museo della città dei magazzini.
I magazzini, alti sette-otto piani, sorretti da palafitte di fondamento in legno di quercia, con la sovrastruttura di laterizio rosso (secondo l'architettura tipica delle città anseatiche) ed abbelliti con torrette e pinnacoli, servivano per lo stoccaggio di merci di vario genere, quali caffè, tè, spezie, cacao, tabacco, rum, tappeti orientali, ecc.

## Ubicazione
La Speicherstadt si trova nella zona sud-orientale della città. I suoi confini sono delimitati dal Binnenhafen, dal Zollkanal, dall'ex-Dovenfleet e dal porto dell'Altstadt. Dal 1º marzo, la Speicherstadt è inclusa nella nuova zona cittadina, denominata HafenCity.

## Dimensioni
- Superficie: 25 ettari
- Lunghezza: 1,50 km
- Larghezza: 150 – 250 m

## Musei ed esposizioni
- Speicherstadtmuseum  (museo della città dei magazzini)
- Deutsches Zollmuseum  (museo tedesco delle dogane)
- Spicy's Gewürzmuseum  (museo delle spezie)
- Internationales Maritimes Museum (museo internazionale marittimo)
- Hamburg Dungeon  (museo illustrante circa 2000 anni della città di Amburgo)
- Miniatur Wunderland  (plastico di ferrovie in miniatura, modellini d'automobili e altro)
- Afghanisches Kunst-und-Kulturmuseum  (Museo d'arte e cultura afghane)

## Galleria d'immagini

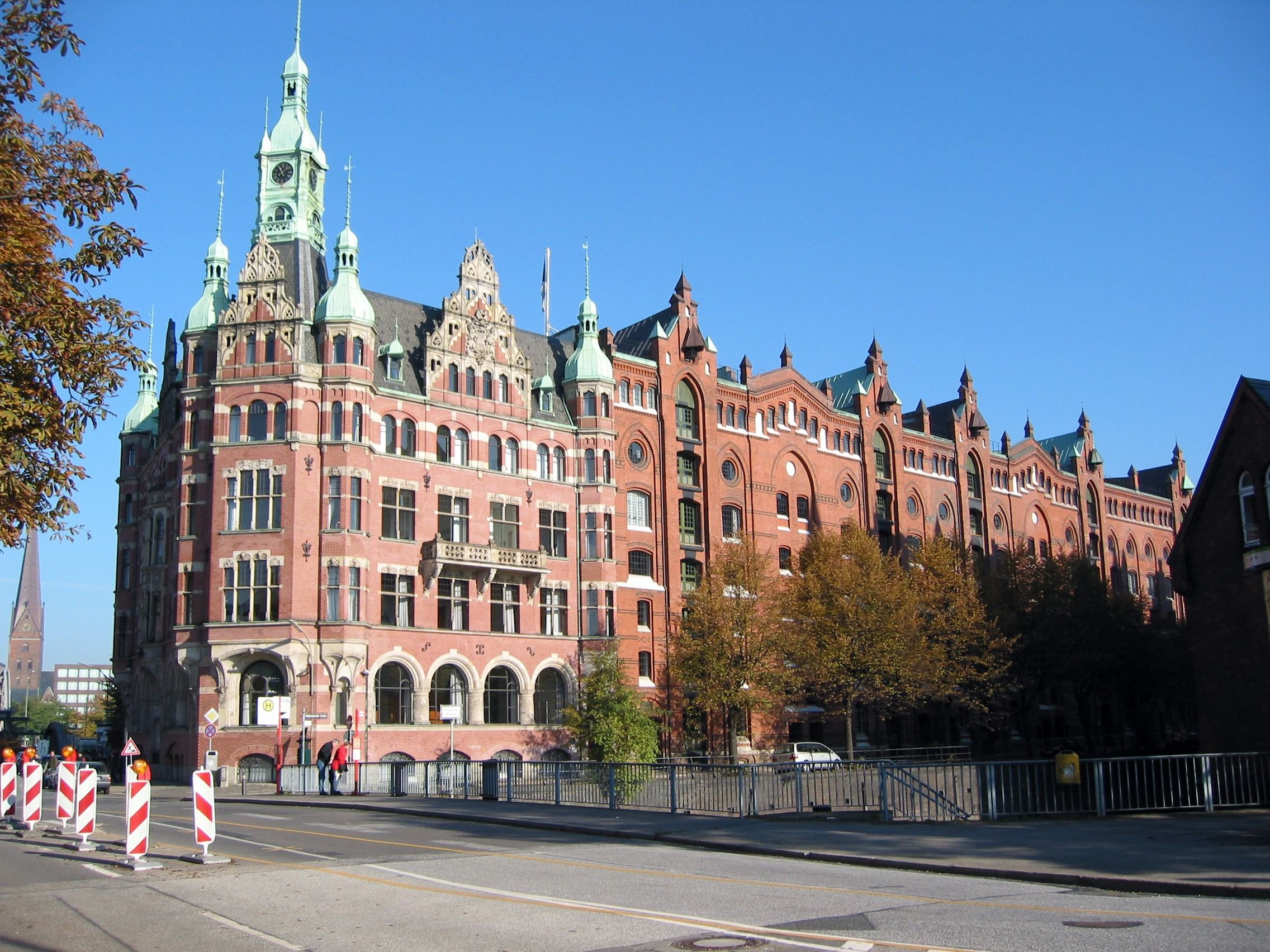
Palazzo del Hamburger Hafen und Logistik
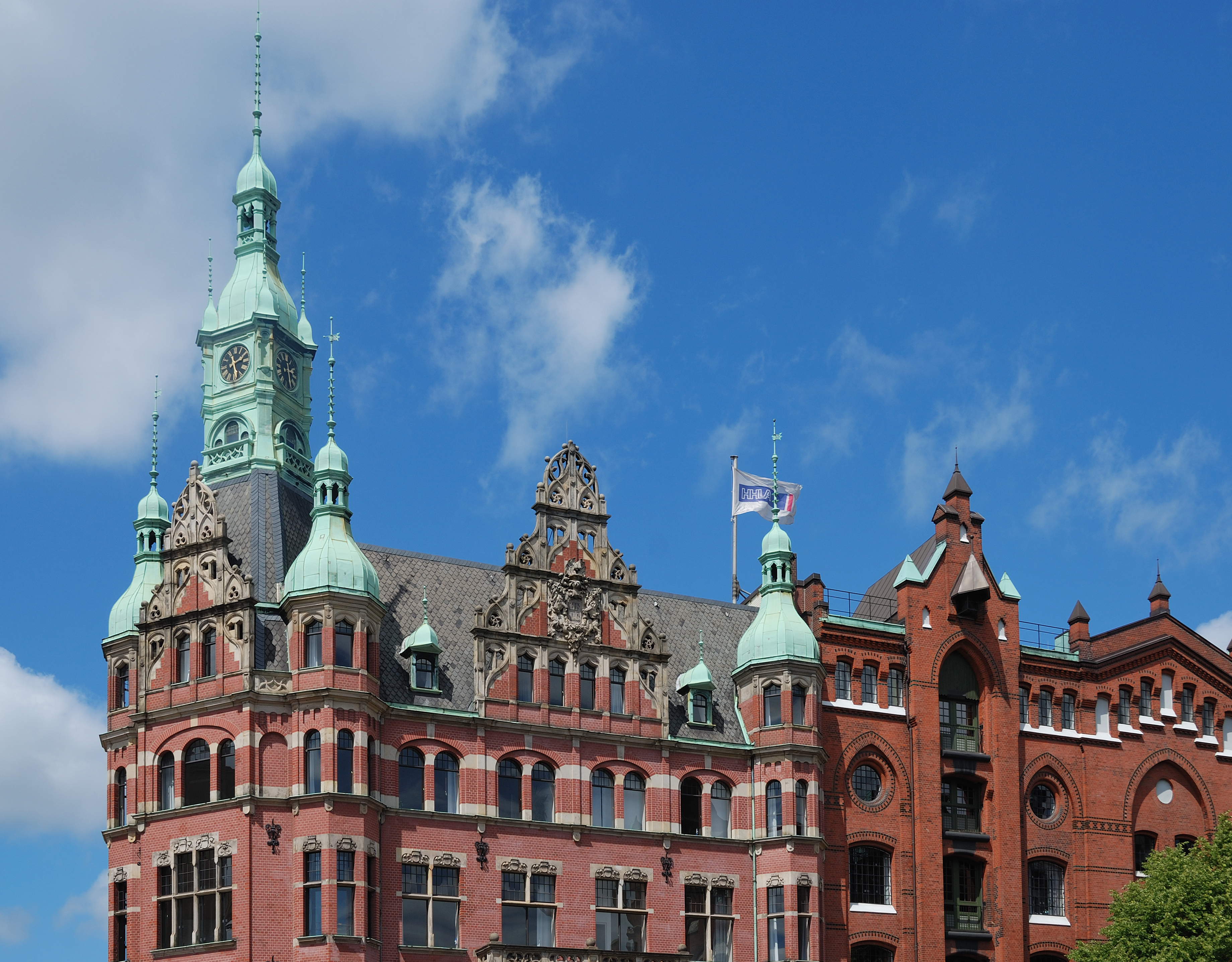
Particolare del palazzo del Hamburger Hafen und Logistik
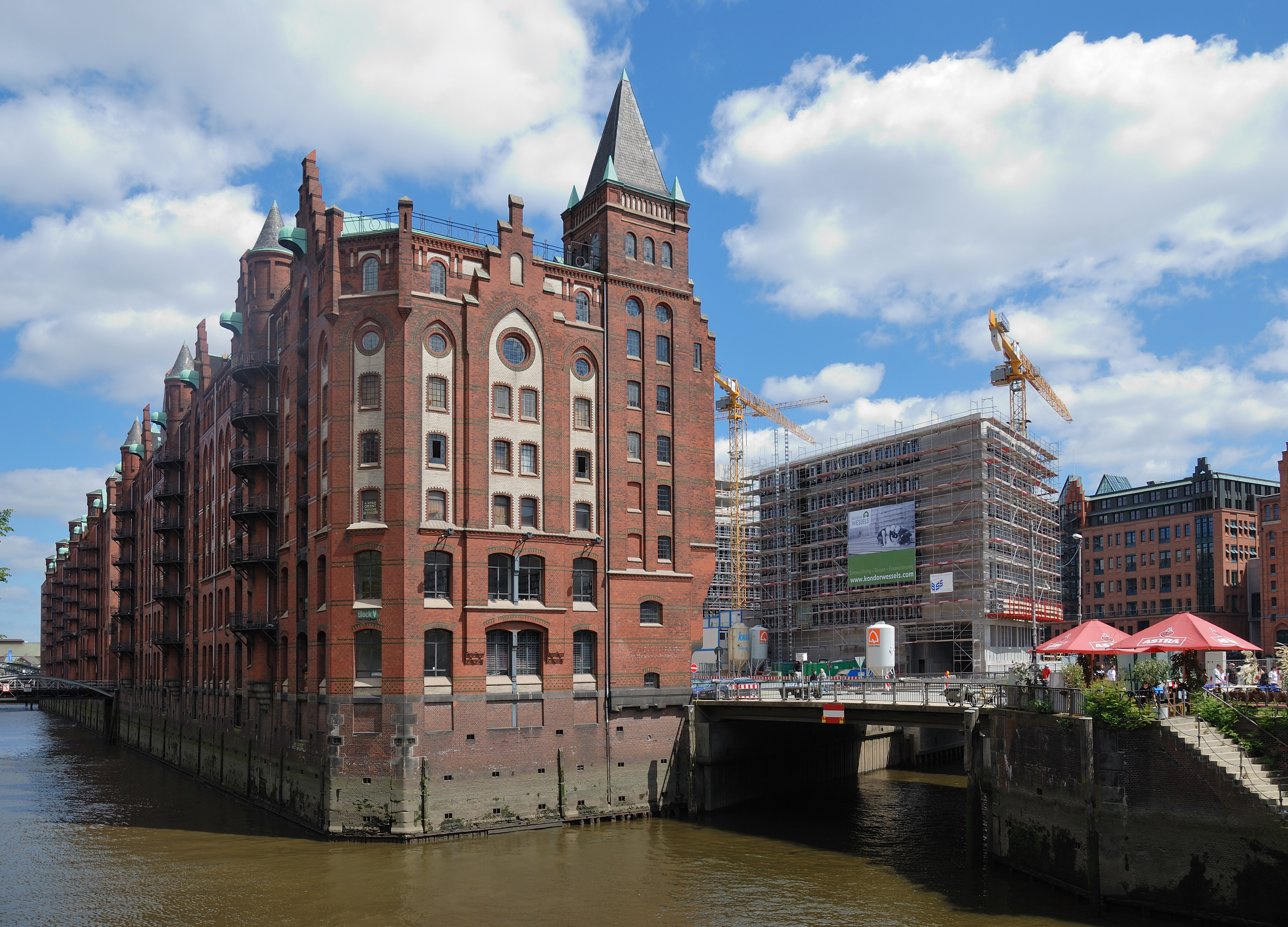
Un canale lungo la Speicherstadt
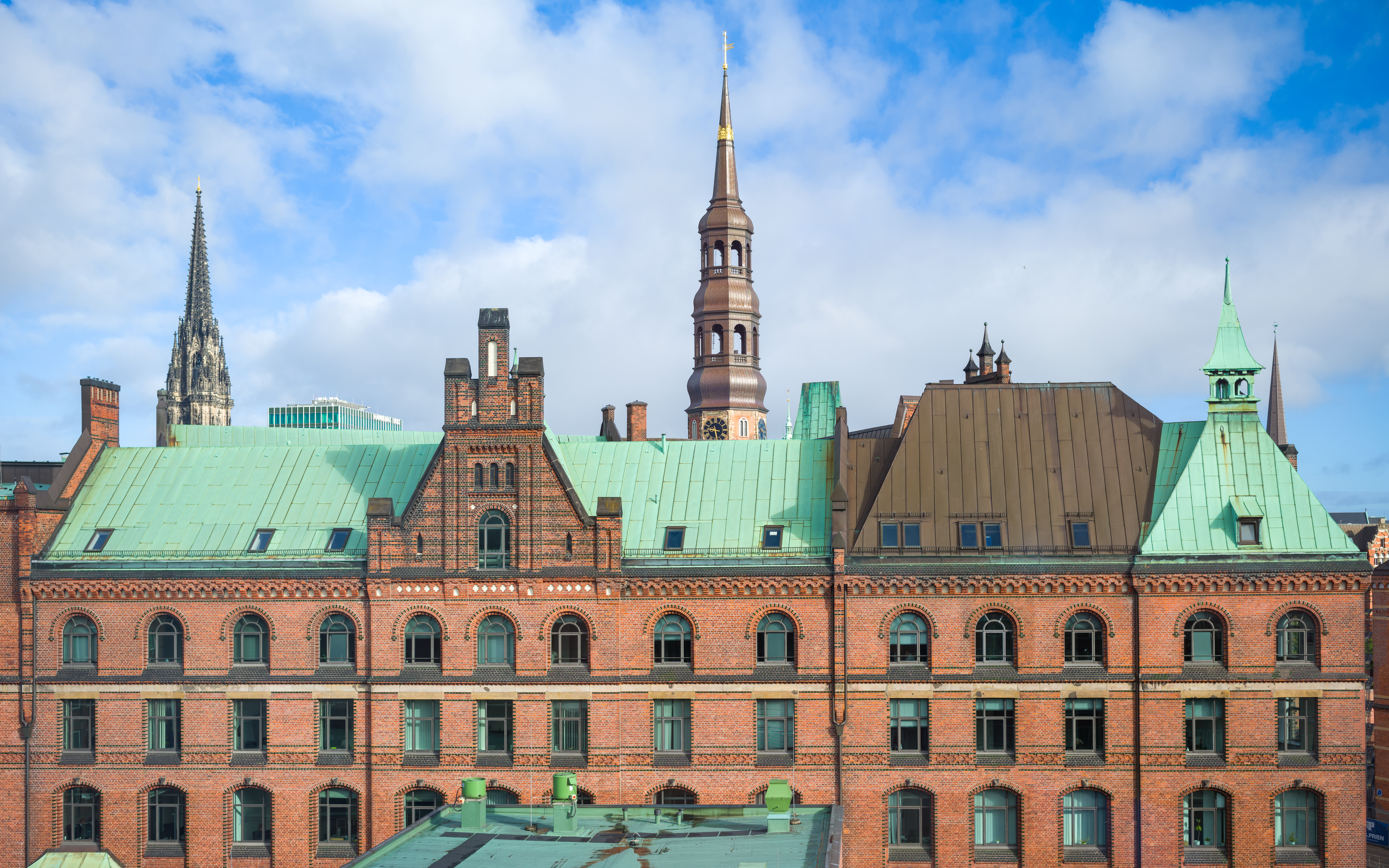
Vista di edifici della Speicherstadt, con dietro il campanile della chiesa di San Nicola
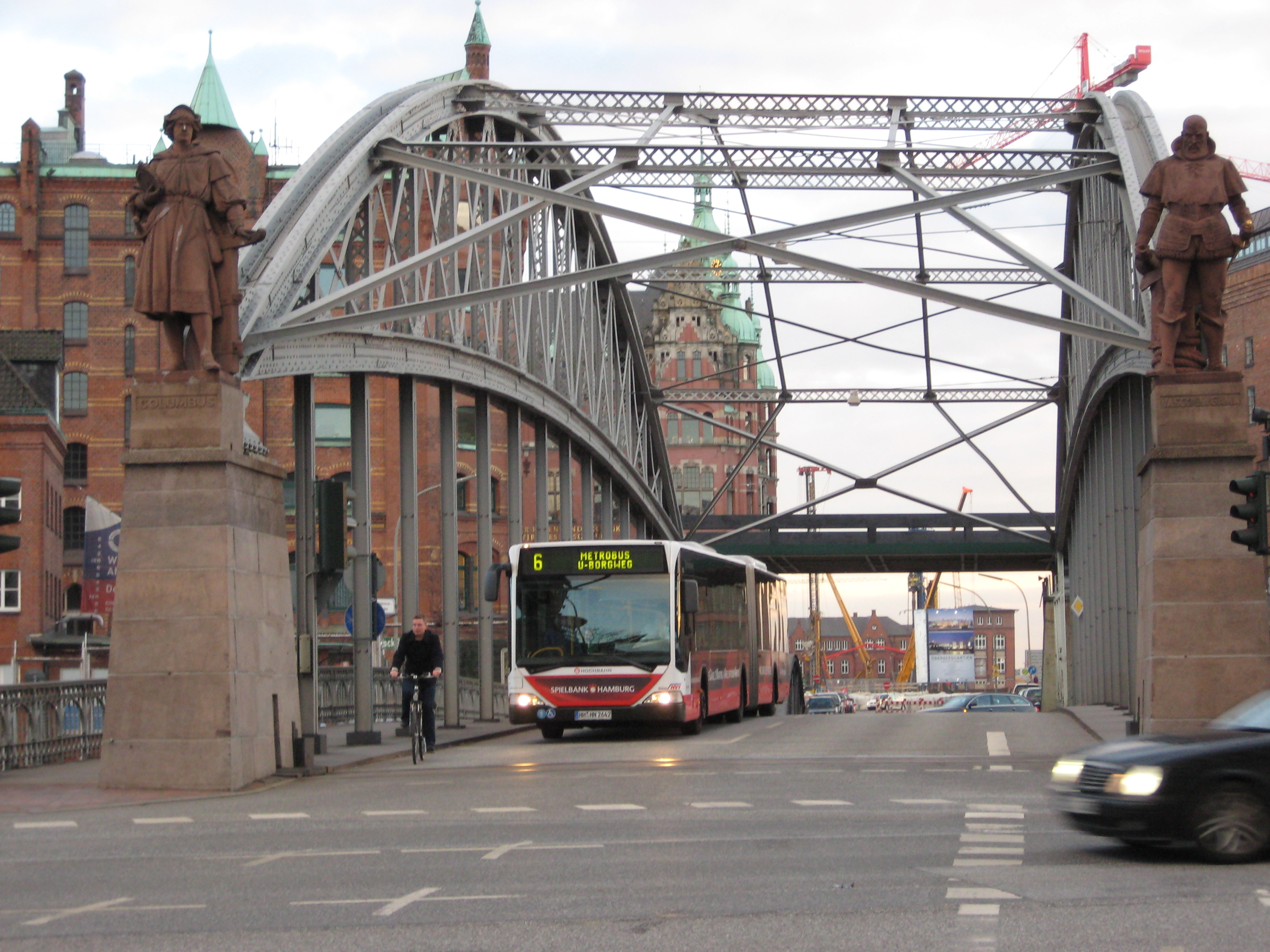
Veduta del ponte Kornhausbrücke